# Daleny Vaughn
Pour les articles homonymes, voir Vaughn.
Daleny Vaughn, née le 27 mars 2001, est une coureuse cycliste américaine, spécialiste du BMX.

## Biographie
Daleny Vaughn commence le BMX très jeune, ses parents gérant une piste de BMX à Tucson,.
Entre 2019 et 2021, elle termine dans le top 5 des championnats des États-Unis de BMX. En 2022, elle remporte le titre devant Felicia Stancil. Lors de la Coupe du monde de BMX, elle  atteint chaque année, de 2021 à 2024, une finale sur au moins une manche. En 2024, elle remporte la médaille de bronze aux championnats panaméricains. En mai, à domicile, elle se qualifie pour la finale des mondiaux et décroche la médaille de bronze. Cette performance lui permet d'obtenir sa qualification pour les Jeux olympiques de Paris.

## Palmarès

### Championnats du monde
- Rock Hill 2024
  -  Médaillée de bronze du BMX

### Coupe du monde
- 2019 : 75e du classement général
- 2020 : 32e du classement général
- 2023 : 14e du classement général
- 2024 : 12e du classement général

### Championnats panaméricains
- Bogota 2024
  -  Médaillée de bronze du BMX

### Championnats des États-Unis
- 2022
  -  Championne des États-Unis de BMX